# Acción Nacionalista Vasca

Bandera histórica de ANV utilizada durante la guerra civil española.

Acción Nacionalista Vasca (en euskera: Eusko Abertzale Ekintza; EAE-ANV) fue un partido político español de ideología nacionalista vasca. Fundado en 1930, fue uno de los primeros partidos nacionalistas vascos de izquierdas.
Se definía como de izquierdas, republicano e independentista. Participó en el primer Gobierno vasco formado en la guerra civil española y fue proscrito durante la dictadura franquista, desarrollando poca actividad en la clandestinidad y el exilio. Legalizado de nuevo durante la transición, formó parte de la coalición Herri Batasuna entre 1978 y 2001. En 2008, el Tribunal Supremo suspendió sus actividades por estimarlo sucesor de Batasuna (formación a su vez ilegalizada por su relación con la banda terrorista ETA), y finalmente lo declaró de nuevo ilegal, ordenando su disolución.

## Antecedentes
En 1895 se fundó el Partido Nacionalista Vasco (PNV), que en el siglo XX sufrió varias escisiones. Una de estas disensiones internas fue aprovechada por Francisco Ulacia para fundar en 1911 el Partido Republicano Nacionalista Vasco, como alternativa al nacionalismo vasco conservador y católico, de carácter hegemónico. A pesar de su breve recorrido, al PRNV se considera como un claro precedente de ANV.
Sin embargo, una de las escisiones más importantes del PNV fue la que en 1921 lo dividió en la Comunión Nacionalista Vasca, autonomista, y Aberri, de tendencia más independentista. Un sector de la CNV intentó adaptar la doctrina nacionalista (suprimiendo la confesionalidad, el confederalismo, el clericalismo y aspectos tradicionales del Partido) y acercarse a las fuerzas españolas de izquierda que intentaban instaurar la República (como el PSOE, con gran presencia en el sector metalúrgico de Vizcaya). Sin embargo, el 16 de noviembre de 1930, en la Asamblea de Vergara, Aberri y la CNV volvieron a unirse en el PNV, manteniendo el lema "Jaun-Goikua eta Lagi-zarra" (literalmente "Dios y Ley vieja", refiriéndose con "ley vieja" a los fueros), y reafirmando su confesionalidad.

## Historia

### Fundación y desarrollo (1930-1936)

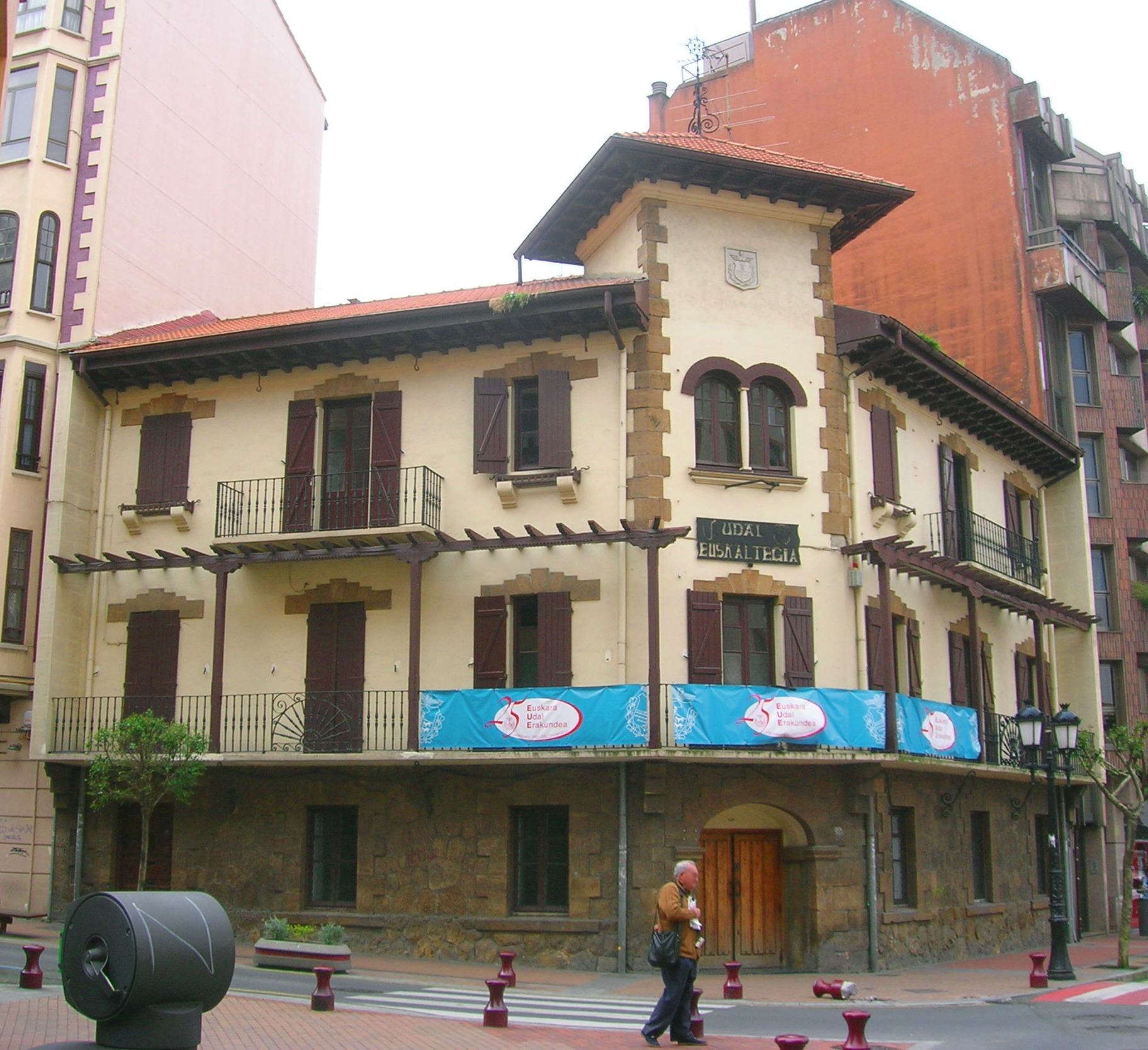
Antigua sede de ANV (Eusko Etxea) en Baracaldo, incautada tras la ilegalización de ANV durante la Guerra Civil y la toma por las tropas franquistas. En la actualidad alberga el euskaltegi municipal.

El 30 de noviembre de 1930 militantes laicistas y progresistas, fundamentalmente de la CNV, aunque también de Aberri y nacionalistas independientes, firmaron en Bilbao un manifiesto conocido como Manifiesto de San Andrés, en respuesta al proceso de reunificación del PNV (9 de los 11 firmantes del Manifiesto de San Andrés, que formaron su Comité Provisional, provenían de Comunión Nacionalista Vasca). Ese fue el manifiesto fundacional de ANV, el que sería el primer partido político del espectro sociológico de la izquierda abertzale. 
El posicionamiento político de ANV, y quizás la denominación del partido, se inspiró en el de las formaciones Acció Catalana y Acció Republicana de Catalunya, siendo su equivalente político vasco. Entre los fundadores destacaron Anacleto Ortueta, Luis Urrengoetxea, Tomás Bilbao, Justo Gárate, Julián de Arrien, los hermanos José Domingo y José Ignacio Arana, José Manuel Ispizua y José María Belausteigoitia. ANV tenía su fuerza fundamental en Bilbao, de donde provenían la mayoría de sus fundadores, y de Baracaldo, ya que la Juventud Vasca de esta localidad se adhirió a ANV en 1931. Sus principales dirigentes eran profesionales liberales. Sus órganos de prensa fueron el diario Acción Nacionalista, editado en Bilbao entre 1932 y 1933, y posteriormente Tierra Vasca editado entre 1933 y 1937.
ANV tenía un ideario nacionalista moderado, se definía como aconfesional (frente al carácter confesional católico del PNV de aquella época) y su carácter socialdemócrata y republicano le abría a alianzas con los partidos republicanos y al PSOE. Fue el primer partido vasco de izquierda nacionalista. Ideológicamente, los fundadores de ANV eran liberales progresistas, contrarios a los dogmas de Sabino Arana sobre la raza, la religión y la historia del País Vasco. Eran también aconfesionales, pero no anticlericales; más bien, católicos partidarios de la separación de la Iglesia y el Estado. A diferencia del PNV, ANV se integró en la Conjunción Republicano-Socialista para las elecciones municipales de abril de 1931, con el objetivo de lograr un estatuto para el País Vasco. Obtuvieron buenos resultados (7 concejales en Bilbao y 5 en Baracaldo, y dos alcaldías en Vizcaya) y representantes en las Comisiones Gestoras de las diputaciones provinciales.
ANV se presentó a las elecciones constituyentes de 1931 en solitario en Bilbao (a nivel local), Vizcaya (a nivel provincial), y dentro del bloque de izquierdas en Guipúzcoa. Sus resultados fueron muy malos. En Bilbao quedaron por detrás del PCE y fueron la última candidatura en las dos circunscripciones vizcaínas (con unos resultados en torno al 4 %). Su candidato en Guipúzcoa obtuvo en torno al 10 % de los votos, pero sin conseguir ninguno de los dos escaños destinados a las minorías (su candidato Justo Gárate se quedó a 200 votos de conseguir un escaño). Dos tercios de sus votos provenían de Bilbao y Baracaldo.
A pesar de su debilidad, ANV fue siempre un ferviente estatutista, con una concepción unitaria, no foralista, del País Vasco, que rechazó el Estatuto de Estella por los componentes clericales del mismo. Activo partidario del "Estatuto de las Gestoras", el retraso en la tramitación del Estatuto vasco durante el bienio progresista provocó que ANV se acercase al PNV y se alejase de las izquierdas republicanas. En las elecciones de 1933, sin embargo, rechazó ir en coalición con el PNV y se presentó en solitario, cosechando un nuevo fracaso.
El 19 de noviembre de 1933, día de elecciones legislativas, Hermenegildo Alvariño, joven emigrante gallego y militante de ANV, fue asesinado a manos de pistoleros socialistas en un bar cercano a la sede de ANV en Baracaldo.
ANV fue uno de los firmantes de los pactos conocidos por el nombre de Galeuzca, entre nacionalistas gallegos, vascos y catalanes. En 1923 se produjo la firma del primero de los mismos, denominado de la Triple Alianza, en el que figuran como firmantes dos futuros fundadores de ANV, José Domingo Arana y Julián de Arrien. Durante la Segunda República se produjo la reactivación del mismo. Así, el 2 de abril de 1933 Castelao viajó a Guernica para participar en un mitin organizado por ANV, al que también asistió el miembro de ERC Josep Riera i Puntí. Allí Castelao firma un convenio solidario entre las tres naciones, junto a Josep Riera i Puntí y Sabin Seijo, de ANV. El texto firmado decía lo siguiente:

Vascos, catalanes y gallegos identificados, ante el problema de la liberación de nuestros respectivos pueblos, hoy sellamos bajo el árbol de Gernika el pacto de solidaridad mutua que nos traerá la satisfacción de ese anhelo.
Gernika, 2 de abril de 1933.
Gora Euskadi Askatuta
Seijo'tar Sabin
Viva Galiza Ceibe
Alfonso R. Castelao
Viva la Cataluña libre
Dr. J. Riera i Puntí

Tras la incorporación de otros partidos y organizaciones (entre ellos, por parte vasca, el PNV) al empeño, este dio como resultado el Pacto de Compostela o Galeuzca, firmado en las instalaciones del Seminario de Estudios Gallegos el 25 de julio de 1933.
El miércoles 18 de julio de 1934, durante las fiestas de Santurtzi, José Garaízábal y Miguel, de 23 años, fue asesinado por partidarios socialistas en medio de una reyerta que se saldó con varios heridos y hasta ocho detenidos, tan sólo uno de ellos perteneciente a ANV.
El bloqueo de la tramitación del Estatuto durante el bienio radical-cedista llevó a la radicalización de parte de la militancia de ANV, que viró a la izquierda. Este sector se impuso a los fundadores, muchos de los cuales abandonaron el partido en 1936, antes de que ANV definiese su nuevo programa. Este programa era anticapitalista, aunque no marxista, y abogaba por un Estado vasco independiente. Este nuevo enfoque en la cuestión nacional no le hizo variar su estrategia, ingresando en el Frente Popular y presentándose en su seno a las elecciones de febrero de 1936 (aunque sin conseguir escaño). Su programa seguía siendo la aprobación del Estatuto de autonomía vasco. Antes de las elecciones, ANV y el PNV habían rechazado el frente nacionalista propuesto por el grupo independentista Jagi-Jagi.

### Guerra civil española (1936-1939)
Al estallar la Guerra Civil, a diferencia de las dudas que afectaron al PNV, ANV se puso decididamente a favor de la República y la frágil autonomía vasca, participando en las Juntas de Defensa de Guipúzcoa y Vizcaya. A pesar de su pequeño tamaño, cuatro batallones de voluntarios combatieron en el bando republicano como parte del Euzko Gudarostea (cuerpo armado dependiente del Gobierno vasco, defendiendo a la República), Olabarri (ANV.1), Eusko Indarra (ANV.2), ANV.3 y Askatasuna. Los batallones del ANV sufrieron una dura derrota en el frente del monte Albertia y sufrieron cuantiosas pérdidas no solo en Vizcaya, sino también en Asturias tras la caída de Euskadi (a diferencia de las tropas del PNV, las de ANV no se rindieron).
Al aprobar las Cortes de la República el Estatuto de autonomía en octubre de 1936, ANV formó parte de la coalición entre el PNV y el Frente Popular que formó el primer Gobierno vasco bajo la presidencia del lehendakari José Antonio Aguirre, en el que se integró su dirigente Gonzalo Nárdiz como Consejero de Agricultura. Su compromiso con la República prosiguió incluso tras la caída del País Vasco en manos de las tropas de Franco. Cuando en 1938 el diputado y dirigente del PNV Manuel Irujo dimitió como ministro sin cartera en el Gobierno de Juan Negrín, Tomás Bilbao, de ANV, lo sustituyó. Otros dirigentes de ANV desempeñaron cargos diplomáticos de la República y Nárdiz continuó desempeñando su puesto de consejero en todos los Gobiernos vascos en el exilio, bajo la presidencia de Aguirre primero y con Leizaola después, hasta la disolución de esta institución en 1979, tras la instauración del Estatuto de Guernica, vigente hasta la actualidad.

### Dictadura y exilio (1939-1975)
Proscrito por la dictadura franquista, ANV sobrevivió a duras penas en el exilio y en la clandestinidad durante casi 40 años. Su labor opositora se cristalizó principalmente en su permanencia en el gobierno vasco en el exilio (representado por Nárdiz) y en la edición en el exilio de su publicación Eusko Lurra-Tierra Vasca, en Bayona (hasta 1940) y posteriormente en Buenos Aires (entre 1956 y 1976), pero apenas tuvo más actividad. Tras la muerte de Franco, ANV reapareció y se inscribió como partido político. Sin embargo, seguía siendo un partido minúsculo y dividido, que tuvo graves problemas para encontrar su sitio en el emergente y variado panorama político vasco.

### Transición, integración en Herri Batasuna y declive
Tras el fin del régimen franquista, ANV salió de la clandestinidad y se registró como partido político en 1977, con su sede social establecida en la localidad costera vizcaína de Bermeo.
ANV participó en las conversaciones de Chiberta entre todas las fuerzas nacionalistas vascas, celebradas en 1977. Allí rechazó las exigencias de ETA (militar) de no presentarse a las primeras elecciones democráticas de 1977 si no se conseguía la amnistía. ANV se presentó en solitario a las elecciones en las circunscripciones de Guipúzcoa y Vizcaya, cosechando unos pésimos resultados electorales (menos del 1 % de los votos) y siendo una de las formaciones políticas menos votadas del panorama político vasco. En Navarra se había presentado en coalición con el PNV y Partido Socialista Vasco (ESB-PSV), formando la Unión Autonomista de Navarra, la cual quedó en quinto lugar con poco más de un 6 % de votos, sin obtener acta de diputado.
Los resultados electorales forzaron a ANV a buscar alianzas con otras formaciones nacionalistas de izquierdas, y así, en 1978 se integró en la coalición electoral Herri Batasuna. Paralelamente, estallaron duros enfrentamientos en el seno de ANV entre los dirigentes del exilio, notablemente Gonzalo Nárdiz y la dirección de ANV, controlada por la nueva militancia del interior, encabezada por Josu Aizpurua, partidaria de la integración en HB. La dirección de ANV solicitó a Nárdiz que dimitiera de su puesto en el Gobierno de Euzkadi en el exilio y al lehendakari en el exilio su sustitución por Josu Aizpurua, lo que no fue aceptado ni por Leizaola ni por Nárdiz. Esto provocó la escisión de la denominada «ANV Histórica» que bajo la dirección de Nárdiz dio su apoyo a Euskadiko Ezkerra.
En 1978, ANV intentó fusionarse con ESB-PSV, otro de los partidos que constituían HB, para formar un nuevo partido que se denominaría Euskal Sozialista Ekintza. Sin embargo, el proceso de unión fracasó debido a la crisis interna que se produjo en ESB tras adoptar el marxismo como orientación ideológica en su congreso.
Tras el importante apoyo electoral que obtuvo HB en las elecciones forales y municipales de 1979, se desató un enfrentamiento abierto en el seno de la coalición entre los diversos grupos que la formaban. Herri Batasuna era, a efectos legales, una coalición electoral que agrupaba a ANV y ESB-PSV, los dos únicos partidos políticos legales que la formaban. Sin embargo, dentro de la coalición participaban también otros dos partidos comunistas alegales, Langile Abertzale Iraultzaileen Alderdia (LAIA) y Herri Alderdi Sozialista Iraultzailea (HASI), así como personas no afiliadas a ninguno de los cuatro partidos. En los primeros años de existencia de Herri Batasuna se produjo una pugna entre tres de los partidos que la integraron, ANV, ESB-PSV y LAIA, por un lado y los grupos e independientes partidarios de la Alternativa KAS, por otro. Este enfrentamiento se debía básicamente a discrepancias en la organización interna de la coalición y a la participación o no de la misma en las instituciones políticas españolas. No había en principio ningún tipo de discrepancia sobre el apoyo a la paralela actividad de ETA (militar).
En el V Congreso de ANV, celebrado en julio de 1979, chocaron las dos corrientes internas de ANV, la que era más bien fiel a los principios tradicionales e históricos de la organización y la más partidaria de acercarse a HASI (miembro mayoritario de HB) y la Alternativa KAS. Tras la dimisión del hasta entonces secretario general de ANV, Valentín Solagaistua, fue elegido Josu Aizpurua como secretario general del partido. Bajo la dirección de Aizpurua, ANV no se plegó a las solicitudes de ESB y LAIA de dejar a HASI fuera de la coalición, por lo que contribuyó de manera sustancial a la creación de una Herri Batasuna básicamente controlada por HASI y KAS. Ese año, antiguos dirigentes históricos de ANV, como Nárdiz o Luis Ruiz de Aguirre mostraron su apoyo al Estatuto de Guernica.
Poco antes de las elecciones autonómicas de 1980, LAIA y ESB abandonan HB, que quedó reducida a una coalición de ANV y HASI, controlado en la práctica por la alegal Koordinadora Abertzale Sozialista (KAS). Aizpurua sería miembro de la Mesa Nacional de HB, elegida en 1979. En las primeras elecciones autonómicas, HB obtuvo un buen resultado. Aunque ANV era públicamente partidaria de participar en las instituciones políticas vascas, esta opinión chocaba con la corriente mayoritaria de la coalición, que se impuso, lo que provocó ciertas tensiones entre partido y coalición.
En octubre Aizpurua renunció a su puesto como parlamentario, siendo sustituido por el sindicalista José Luis Cereceda. En 1981 cesa como secretario general de ANV y miembro de la Mesa Nacional.
La influencia y peso de ANV en el conjunto de la organización fue pequeño, ya que prácticamente se reducía al derecho de elegir a uno de los 24 miembros de la Mesa Nacional que dirigían la coalición. La importancia de ANV para Herri Batasuna consistía en que era un partido político legal con derecho a mantener las siglas de la coalición. También permitía mantener una ligazón histórico-sentimental entre la coalición abertzale y los nacionalistas que lucharon en la República y contra Franco.
En el momento de la refundación de Herri Batasuna en Batasuna en 2001, los ya escasos militantes de ANV se integraron en la nueva formación; sin embargo, el histórico partido decidió expresamente mantener su propia personalidad no integrándose como tal.

## Reactivación (2002-2007)
El 1 de junio de 2002, ANV celebró su X Congreso en Baracaldo, que reunió a 78 personas, eligiendo una dirección nacional de 29 miembros, entre ellos el presidente Kepa Bereziartua y el secretario general Antxon Gómez. En julio de 2005, comenzó a publicar la revista Eusko Ekintza.
Tras décadas sin presentarse a unas elecciones, ANV presentó en 2003 representantes en las juntas electorales de cara a formar candidaturas para las elecciones municipales y forales de ese año, aunque al final no presentó listas.
El 12 de abril de 2007, cuatro años después de que Batasuna fuera ilegalizada en España por sentencia del Tribunal Supremo, ANV presentó candidaturas propias por primera vez desde 1977 para concurrir en las elecciones municipales, forales del País Vaco y de Navarra del 27 de mayo. Ello dio lugar a que fuera investigada por las autoridades por si pudiera ser "heredera" de la formación ilegal. El 28 de abril, el juez Garzón decidió que no había indicios suficientes acerca de la relación entre ANV y Batasuna; sin embargo, el Partido Popular solicitó al Gobierno español que el fiscal general del Estado impugnase "todas las listas" de la izquierda abertzale.

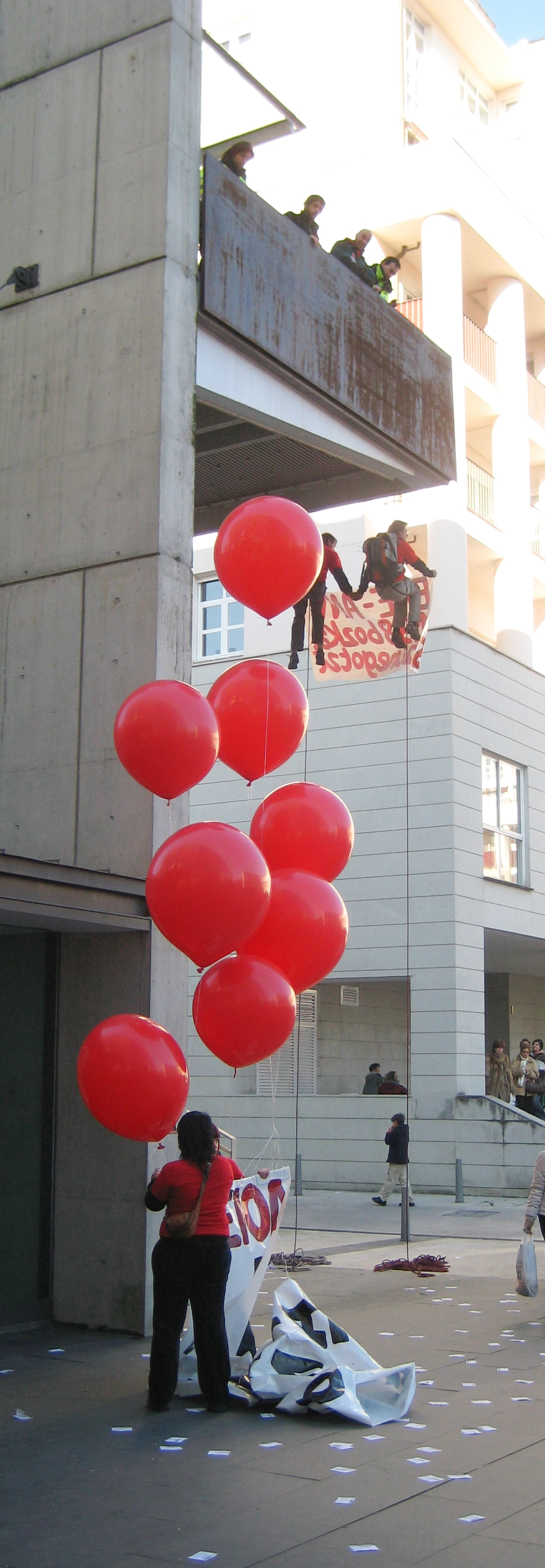
Protesta por la no contabilización de los votos de ANV en las elecciones municipales de 2007.

Ante esta situación, el fiscal general del Estado, Cándido Conde-Pumpido, impugnó ante el Tribunal Supremo 110 candidaturas de ANV y la Abogacía del Estado impugnó 122, siendo ilegalizadas un total de 133 de un total de 256 presentadas, de acuerdo con el procedimiento establecido en la Ley de Partidos. Finalmente, este tribunal anuló en la mañana del 6 de mayo de 2007 dichas listas, tras una deliberación que se prolongó desde el día anterior. La decisión fue avalada posteriormente por el Tribunal Constitucional y el Tribunal Europeo de Derechos Humanos. ANV llamó a una movilización para el 12 de mayo en Bilbao contra esta decisión y, al día siguiente, el dirigente de Batasuna Pernando Barrena pidió el voto para ANV en las elecciones municipales del 27 de mayo, ante la inminente ilegalización del nuevo partido Abertzale Sozialisten Batasuna promovido por Batasuna.

### XI Congreso y Consejo Nacional Vasco
En el XI Congreso de ANV, celebrado el 27 de octubre de 2007, se consideró la creación de un Consejo Nacional Vasco (CNV), formado por todos los partidos nacionalistas vascos que realmente apoyaran la independencia de Euskal Herria con el fin último de crear un nuevo Estado, que recibiría el nombre de República de Navarra, con capital en Pamplona. EAE-ANV se reafirmó en la organización federada de ese nuevo Estado vasco y recordó que, a su modo de ver, hay algunos territorios fuera de los actuales País Vasco francés, País Vasco y Navarra, que también pertenecerían a la nación vasca. Entre ellos destacó Treviño, La Puebla de Arganzón y Miranda de Ebro, en la provincia de Burgos, Castro-Urdiales y el Valle de Villaverde, en Cantabria, además de Ejea de los Caballeros, en la provincia de Zaragoza, y algunas partes de La Rioja. Estas pretensiones suscitaron el rechazo en los territorios afectados, mientras que en las localidades de Treviño y La Puebla de Arganzón, tienen representación en los respectivos consistorios.
Se criticó también a otras organizaciones como Aralar, a la que se negó su condición de independentista y se eligió a un nuevo secretario general, Juan Carlos González Lorente, en sustitución de Antxon Gómez.

### Juicio contra Marian Beitialarrangoitia
El 15 de junio de 2007, por medio de Marian Beitialarrangoitia, alcaldesa de Hernani, ANV manifestó su negativa a condenar los actos de kale borroka acontecidos en aquellas fechas, aduciendo que este hecho no aportaba "ninguna solución". El 13 de enero de 2008 la Fiscalía de la Audiencia Nacional denunció a Marian Beitialarragoitia por enaltecimiento del terrorismo, al pedir un aplauso para los terroristas de ETA Igor Portu y Martín Sarasola, autores del atentado de la T4 del Aeropuerto de Barajas, que habían denunciado torturas por parte de la Guardia Civil durante su detención; petición que fue realizada en el acto de presentación de las candidaturas de ANV a las elecciones generales de 2008 y fue respondida con una cerrada ovación de los más de tres mil asistentes. Esta denuncia en un principio fue archivada por el juez Santiago Pedraz, pero posteriormente fue reabierta por la Sala de lo Penal de la Audiencia Nacional. Anteriormente, la alcaldesa de Hernani ya había suscitado alguna controversia debido a otros hechos, como la contratación como miembros de su equipo de dos antiguos miembros de Euskal Herritarrok, la colocación de fotos de presos etarras en algunas calles del municipio, o la creación de una comisión de ayuda a los presos de ETA oriundos de Hernani. Su caso llegó hasta el Tribunal Supremo, que finalmente consideró que los hechos no constituían delito alguno.

## Proceso de ilegalización

### Suspensión de actividades
El 8 de febrero de 2008 ANV, al igual que el Partido Comunista de las Tierras Vascas (PCTV-EHAK), fue suspendida de actividad durante tres años por el juez de la Audiencia Nacional Baltasar Garzón, con lo que no pudo presentarse a las elecciones de 2008. Días antes el mismo juez había imputado a tres de sus dirigentes (Kepa Mirena Bereziartua, Alazne Arozena y Antxon Gómez Lorente) por colaboración con ETA. También prohibió la concurrencia a las elecciones generales el Tribunal Supremo en un procedimiento distinto instado por la Fiscalía General del Estado, aunque decidió no suspender sus actividades.
Pocos días después, el 14 de febrero de 2008, los jugadores de la Real Sociedad hicieron público un manifiesto, respaldado por el 70% de la plantilla, en el que definían la ilegalización de ANV y el Partido Comunista de las Tierras Vascas como una decisión política y abogaban por "el diálogo entre todas las partes como solución al conflicto vasco".
El 20 de febrero de 2008 se presentaron por parte de la Abogacía del Estado ante la Sala 61 del Tribunal Supremo nuevas pruebas que vinculaban a ANV con la ilegalizada Batasuna, basándose en dos informes de la Policía Nacional entregados por el juez Baltasar Garzón, tras presentarse la demanda de ilegalización de ambos partidos. Según dichos informes, las sedes de ANV se habrían utilizado como bases de actividad al servicio de Batasuna, puestas de manifiesto tras un registro de la sede de Pamplona y no encontrarse documentos sobre la actividad de ANV sino de Batasuna, de Segi y de las agrupaciones de electores Sozialista Abertzaleak, así como el control de las comunicaciones y la dirección y de la presentación de las listas de ANV a las elecciones por parte de Iñigo Balda Calonge, miembro de la Mesa Nacional de Batasuna.
El 30 de abril de 2008, el juez Baltasar Garzón envió a prisión a la alcaldesa de Mondragón Inocencia Galparsoro, de ANV, por los delitos de colaboración con banda armada y quebrantamiento de la suspensión de actividades. Además, la policía registró y se llevó documentos del ayuntamiento para la investigación. También el 5 de mayo, tras un registro policial, el mismo juez ordenó la clausura y precinto de la sede de ANV en Portugalete, dentro del sumario genérico por la suspensión de actividades de la formación.
En cumplimiento del auto de suspensión de actividades de la formación, el 6 de mayo de 2008 las Juntas Generales de Álava acordaron disolver el grupo de ANV en la Cámara.

#### Las «mociones éticas»
Tras el asesinato el 7 de marzo de 2008 del exconcejal del PSOE en Mondragón Isaías Carrasco por parte de la banda terrorista ETA en dicha localidad, todos los grupos políticos del ayuntamiento condenaron dicho atentado a excepción de ANV, partido que ocupaba la alcaldía de Mondragón; lo que llevó posteriormente a que sus socios de gobierno en el ayuntamiento (Ezker Batua-Berdeak y Zutik) dieran por roto dicho pacto, y a la presentación de los demás grupos políticos (PP, PSE-EE, PNV, EA y Aralar) de diversas mociones de censura contra la alcaldesa. Finalmente la llamada 'moción ética' (una petición para que los concejales de ANV dimitieran si no condenaban la violencia), presentada por PNV y PSE-EE el 25 de abril de 2008 para desalojar a ANV de la alcaldía, fracasó debido a la abstención de los concejales del PP, EA y EB-B, en tanto que los de ANV, Aralar y Zutik votaban en contra. Al día siguiente, en Hernani, gobernada igualmente por ANV, la moción de PSE-EE y PNV volvió a fracasar, al abstenerse de nuevo los representantes de EB-B (los de EA y PP apoyaron esta vez la moción). Estas dos localidades fueron las primeras en la que se presentaron estas 'mociones éticas' para expulsar a ANV por su negativa a condenar la violencia etarra, siguiéndolas Vergara (donde el 29 de abril de igual modo fracasó, con el voto en contra de Aralar, la abstención de EA y la ausencia de dos concejales del PNV), Escoriaza (donde también fracasa, con los votos favorables de PNV, PSE y EB-B), Villava (donde sale adelante), Berriozar (donde no sale adelante), Elorrio, Villabona (que fracasa), Legazpia, Ibarranguelua y Placencia de las Armas (donde, en los tres casos, salió adelante), en Azpeitia y Anzuola (donde no sale adelante) y en Pasajes (donde, tras salir adelante, fue agredido un concejal del PSE-EE por simpatizantes de ANV) y en Villareal de Urrechu (donde también sale adelante).
Asimismo, el 6 de junio de 2008, el PSE anunció que en adelante las mociones éticas pasarían a ser mociones de censura.

### Ilegalización y disolución
El Tribunal Supremo resolvió, en sentencia del 16 de septiembre de 2008, la ilegalización de la formación política y su disolución, junto con la liquidación y puesta a disposición de todos sus bienes al erario público. La causa arrancó a iniciativa de la abogacía del Estado y el Ministerio Fiscal el 20 de febrero de 2008 —al mismo tiempo que se actuaba contra el Partido Comunista de las Tierras Vascas por los mismos motivos— argumentando la vinculación de ANV con la ilegalizada Batasuna y la organización terrorista ETA, y que la formación era un instrumento de ambas organizaciones. La sentencia estableció que ANV colaboraba de manera reiterada con Batasuna, dando apoyo político complementario a ETA. Para el tribunal fueron claves los comportamientos en sintonía de ANV, ETA y Batasuna durante las elecciones municipales de 2007. Dos días después, el Tribunal Supremo ilegalizó también al Partido Comunista de las Tierras Vascas. El 23 de julio de 2009, el Tribunal Supremo acordó ordenar la disolución de los grupos municipales de ANV en 125 ayuntamientos, así como el grupo de este partido en las Juntas Generales de Álava, en ejecución de la sentencia de ilegalización de la citada formación política en septiembre de 2008.
El partido interpuso recurso de amparo ante el Tribunal Constitucional, que dictó sentencia el 29 de enero de 2009 desestimándolo. El tribunal consideró determinantes la coincidencia de lemas, símbolos y proclamas entre ANV, ETA y la ya ilegalizada Batasuna, con la legitimación de la violencia como medio para la persecución de objetivos políticos. También consideró relevante el hecho de que ANV no condenara los atentados terroristas cometidos por ETA.
A continuación, ANV interpuso demanda ante el Tribunal Europeo de Derechos Humanos (TEDH) alegando que su ilegalización vulneraba los artículos 10 y 11 de la Convención Europea de Derechos Humanos. El Tribunal dictó sentencia el 15 de enero de 2013 por la que desestimaba la demanda al considerar que no se había producido tal vulneración. El tribunal con sede en Estrasburgo consideró que el proyecto político de ANV "está en contradicción con el concepto de sociedad democrática y representa una grave amenaza para la democracia española" y que su disolución respondía a una necesidad social imperiosa y estaba justificada conforme a lo dispuesto en la Convención. El representante de ANV expresó su disconformidad con la resolución y su propósito de estudiar la interposición de un recurso ante la Gran Sala del TEDH.

## Resultados electorales
| Elecciones                                                 | Votos    | %     | Representantes |
| ---------------------------------------------------------- | -------- | ----- | -------------- |
| Elecciones municipales de España de 1931                   |          |       | 66 a           |
| Elecciones generales de España de 1931                     | 33.826b  |       | 0              |
| Elecciones generales de España de 1933                     | 2.116 c  | 1,6 d | 0              |
| Elección de compromisarios de 1936                         |          |       | 2              |
| Elecciones generales de España de 1977                     | 6.435    | 0,04  | 0              |
| Elecciones municipales de España de 2007 *                 | 94.253 e | 0,43  | 432 f          |
| Elecciones a las Juntas Generales del País Vasco de 2007 * | 28.128g  | 3,07  | 5 h            |

a Presentándose en la conjunción republicano-socialista, obtuvo sesenta concejales en Vizcaya y seis en Guipúzcoa.

b Más de 5000 votantes en la circunscripción de Bilbao y cerca de 1500 en la de Vizcaya-provincia, en las que se presentaba por separado. En Guipúzcoa se presentó en una coalición que tampoco consiguió representación.

c En la circunscripción de Guipúzcoa, presentando una lista encabezada por un aeneuvista y que incluía a candidatos de otros partidos sin su consentimiento. En las demás circunscripciones no presentó candidatos.

d 1,6 % de la circunscripción de Guipúzcoa.

e De ellos 73.456 en el País Vasco (el 7,41% del total allí), 20.690 (6,22%) en Navarra y 107 (0,01%) en Castilla y León.

f De ellos 337 en el País Vasco, 93 en Navarra y 2 en Castilla y León.

g De ellos 13.113 en Álava y 15.015 en Vizcaya.

h De ellos 4 en Álava y 1 en Vizcaya.

* Contando como válidos solo los votos emitidos donde se aceptó su candidatura. El resto 
de papeletas de ANV se contaron como votos nulos.

### Elecciones municipales
En las elecciones municipales, forales y autonómicas de 2007, ANV obtuvo 94.253 votos en las candidaturas que no fueron impugnadas (73.456 en el País Vasco y 20.690 en Navarra). ANV ganó en 31 municipios de los 97 que pudo presentarse y obtuvo representación en otros 62. De esta manera, la formación abertzale sumó 337 concejales en el País Vasco y 93 en Navarra, siendo la cuarta fuerza política en votos, con un 6,77% (tercera en número de concejales), en el País Vasco y cuarta (3,29%) en Navarra. ANV obtuvo también un concejal en Treviño y otro en La Puebla de Arganzón, los municipios que forman el enclave burgalés en Álava del Condado de Treviño.
En Guipúzcoa ANV se hizo en dichas elecciones con la alcaldía en 23 municipios: Aduna, Aizarnazábal, Alegría de Oria, Anoeta, Anzuola, Mondragón, Azpeitia (gracias al apoyo de EA y Aralar, al ser ANV la segunda lista más votada tras el PNV, que fue primera), Vergara, Escoriaza, Hernani, Icazteguieta, Isasondo, Legazpia, Legorreta, Lezo, Oyarzun, Oreja, Pasajes, Placencia de las Armas, Urrechu, Usúrbil, Villabona y Cestona.
En Vizcaya obtuvo nueve alcaldías: Elorrio, Yurre, Axpe Achondo, Aulestia, Gautéguiz de Arteaga, Mallavia, Ubide, Ajánguiz, Izurza y Busturia.
En Álava ANV obtuvo una única alcaldía, la del municipio de Aramayona.
En Navarra ANV obtuvo nueve alcaldías: Arbizu, Lacunza, Leiza, Larráun, Goizueta, Araiz, Basaburúa Mayor, Navascués y Vera de Bidasoa.
Atribuyéndose todos los votos declarados nulos, ANV reclamó como propios 92.000 votos más en el País Vasco y Navarra; afirmando ser la fuerza mayoritaria en un total de 55 alcaldías de estos territorios.
En otras localidades donde las listas de ANV fueron ilegalizadas, se presentaron otras listas consideradas afines a la izquierda abertzale, como en Leaburu (Bide Berriak), en Hernialde (Herritarrak) o en Amézqueta (Kimu Berri Taldea).

### Elecciones a las Juntas Generales
ANV pudo presentar listas a las Juntas Generales de Álava y Vizcaya, no así en Guipúzcoa, consiguiendo en total 28.128 votos. De ellos, 13.113 en Álava, lo que se tradujo en 4 junteros, y 15.015 en Vizcaya, con un juntero, ya que solo pudo presentarse en las Encartaciones.
Atribuyéndose del mismo modo todos los votos nulos, ANV reivindicó un juntero más en Álava (de la circunscripción de Ayala, donde su lista había sido ilegalizada); y otros cuatro en Vizcaya. En Guipúzcoa el voto nulo fue del 21,6%, y ANV reivindicó 12 junteros.

### Elecciones al Parlamento de Navarra
En el Parlamento de Navarra, los votos nulos fueron 18.285, que la formación reivindicó como propios, correspondiéndole según esta interpretación 2 diputados electos.